# Les Tortues Ninja (série télévisée d'animation, 2003)
Cet article concerne la série télévisée d'animation de 2003. Pour la série télévisée d'animation de 2012, voir Les Tortues Ninja.
Pour les articles homonymes, voir Tortues Ninja (homonymie).
Les Tortues Ninja (Teenage Mutant Ninja Turtles, parfois abrégé en TMNT) est une série télévisée d'animation américaine pour la jeunesse composée de 156 épisodes de 22 minutes, créée par Lloyd Goldfine et diffusée depuis le 8 février 2003 dans le bloc de programmation 4Kids TV et la dernière saison sur The CW4Kids.
En France, elle est diffusée depuis le 27 août 2003 sur TF1 dans l'émission TF! Jeunesse, sur Jetix et sur AB1. Au Québec, la série est diffusée sur Télétoon. 
Une série dérivée, qui lui succédant, a été diffusée de 2012 à 2017 sur Nickelodeon, mais s’adressant à un public plus large. 

## Synopsis
Sous l'effet d'un produit mutagène inconnu, quatre bébés tortues tombés dans les égouts de New York mutent, se changeant avec le temps en créatures anthropomorphiques avec une intelligence et une dextérité humaine. Recueillies par Splinter, un rat lui aussi muté par la substance, qui les élève comme ses enfants et leur enseigne l'art du ninjutsu, Leonardo, Raphael, Donatello et Michelangelo doivent apprendre à utiliser cet art pour vivre cachés aux yeux des humains.
Un jour cependant, la destruction de leur refuge par des robots dératiseurs les force à remonter brièvement à la surface, où ils se heurtent au Clan des Foot, une organisation de ninjas dirigée par l'inquiétant Oroku Saki. Une partie douloureuse du passé de Splinter est sur le point de ressurgir…

## Personnages

### Personnages principaux
- Leonardo : le plus sérieux des quatre frères, Leonardo prend très au sérieux la pratique du ninjutsu, et passe l'essentiel de son temps libre à lire ou à méditer. Doté d'un grand sens de l'honneur, il suit à la lettre les principes du bushido, et cherche en général à faire respecter les décisions de Splinter. Il porte un bandana bleu et se bat avec deux Ninjakens. Son nom est basé sur celui du célèbre peintre Leonardo da Vinci.
- Raphael : le plus agressif et impulsif, Raphael prend plaisir à combattre et s'énerve très facilement, bien qu'il tente de se modérer. Plutôt grognon et sarcastique, il se dispute souvent avec Leonardo pour le droit à commander et Michelangelo car ce dernier le taquine beaucoup, bien qu'avec Leonardo et Michelangelo, ils aient une amitié très forte. Il porte un bandana rouge et se bat avec deux sais. Son nom est basé sur celui du peintre Raphael Sanzio.
- Donatello : la plus intelligente des Tortues. Scientifique de génie fasciné par la technologie, Donatello invente constamment des machines et appareils utilisés ensuite par lui et ses frères, souvent en utilisant de la technologie récupérée chez leurs ennemis ou alliés. C'est aussi un pacifiste convaincu, qui préfère généralement essayer de discuter plutôt que de se battre, bien qu'il n'hésite pas à faire usage de ses compétences en ninjutsu s'il le faut. Il porte un bandana violet et se bat avec un bō. Son nom est basé sur celui du célèbre sculpteur Donatello (Donato di Niccolò di Betto Bardi).
- Michelangelo : Michelangelo se caractérise par une immaturité et un sens de l'humour très marqué. Il se montre un peu moins soucieux de son entraînement que les autres, et préfère en général s'amuser avec des jeux vidéo ou en lisant des bandes dessinées. Néanmoins, il a bon cœur et cherche toujours à aider ceux qui sont dans le besoin. Il porte un bandana orange et se bat avec deux nunchakus. Son nom est basé sur celui de Michelangelo Buonarroti, un peintre, sculpteur, poète et architecte.
- Splinter : le père adoptif et maître en arts martiaux des Tortues. Splinter est un rat qui, comme les Tortues, a muté à la suite du contact du mutagène en une créature anthropomorphique. Ancien rat de compagnie du maître en arts martiaux Hamato Yoshi, il a appris lui-même les arts martiaux en imitant ce dernier pendant ses entraînements. En dépit de son grand âge, Splinter est un formidable combattant, plus talentueux que tous ses élèves réunis. Bien que sévère par moments, il a une grande affection pour ses "fils", et ne recule devant rien pour les protéger.

### Alliés
- April O'Neil : l'assistante du scientifique Baxter Stockman, l'ayant aidé à créer les Dératiseurs. Lorsqu'elle découvre qu'il les utilise à des fins criminelles, elle est forcée de fuir avec à sa poursuite les robots tueurs du savant, et est sauvée par les Tortues, avec qui elle se lie d'amitié. Au cours de la série, elle apprend le ninjutsu de Splinter, et développe une relation amoureuse avec Casey Jones.
- Casey Jones : un justicier rencontré par Raphael qui traverse la ville avec un masque de hockey et des articles de sport comme armes, afin de rétablir la loi dans la ville. Instable au début de la série, il se modère peu à peu et devient un allié et ami des Tortues. Il développe aussi une relation amoureuse avec April.
- Professeur Myrmimon\Le Fugitoïde : un scientifique dont l'esprit a été transféré dans le corps d'un robot. Ayant conçu une machine pouvant téléporter la matière n'importe où, il est poursuivi pendant une longue période par deux factions ennemies voulant récupérer les plans de cette machine pour l'utiliser à des fins destructrices. Une fois débarrassé d'eux, le professeur devient un allié des Tortues, facilitant à plusieurs reprises leurs opérations de piratage.
- Mâchoire : un crocodile ayant subi la même mutation que les Tortues. Il a en effet été exposé au même produit qu'eux, ce qui a développé sa taille, sa puissance, mais aussi son intelligence, ce qui en fait souvent le partenaire scientifique de Donatello. Il est cependant enclin à des crises de colère, pendant lesquelles il ne se maîtrise plus, ce qui le rend dangereux pour ses amis.
- Miyamoto Usagi : un lapin samouraï que Léonardo rencontre dans le tournoi Intermondes. Il s'entend particulièrement bien avec Léonardo, avec qui il partage le même sens de l'honneur lié au Bushido. Le personnage est tiré de la bande dessinée Usagi Yojimbo.

### Antagonistes
- Oroku Saki/Shredder : un homme inquiétant et influent, dirigeant le Clan des Foot, une organisation de Ninja aux motifs obscurs. Shredder est un personnage sinistre, violent et impitoyable, n'hésitant pas à tuer ses serviteurs s'ils échouent dans leurs missions. Il se bat avec une armure surmontée de piques, et est capable de mettre la totalité des Tortues à terre à lui seul.
- Hun : le bras droit de Shredder (et chef du Gang de rue des "Dragons Pourpres"), un homme gigantesque et musclé qui mise en général sur la force brute pour se faire respecter de ses hommes et combattre. Hun est dévoué à Shredder, et les Tortues doivent en général avoir recours à des attaques surprises pour le vaincre, bien qu'il ait rarement recours à une arme.
- Baxter Stockman : un scientifique ancien employeur d'April, et associé de Shredder. Il est le concepteur des Dératiseurs, les robots tueurs de rats qui détruisent le refuge des Tortues et de Splinter au début de la série. Arrogant et persuadé de sa supériorité par son intellect, il n'en demeure pas moins un vrai génie scientifique.
- Karai : fille adoptive de Shredder, elle conserve un rôle ambigu pendant toute la série. Elle est en effet reconnaissante envers lui de l'avoir adoptée et initiée au ninjutsu alors que ses parents l'avaient abandonnée, mais elle réprouve ses viles méthodes, étant elle-même dotée d'un fort sens de l'honneur, ce qui la pousse souvent à venir en aide aux Tortues sans pouvoir se résoudre à quitter son père adoptif. Son caractère change radicalement dans la saison 4, après la disparition de Shredder.
- L'agent Bishop : un agent d'une organisation appelée Force de Protection de la Terre, visant à défendre la planète bleue face aux menaces extraterrestres. Pour cela, il ne recule devant rien, multipliant les expériences pour créer des créatures hybrides afin de créer une armée.

## Voix françaises
- Bruno Mullenaerts : Léonardo
- Ilyas Mettioui : Michelangelo
- Baptiste Hupin : Donatello
- Benjamin Jungers : Raphael
- Thierry Janssen : Splinter, Casey
- Esther Aflalo : April
- Martin Spinhayer : Shredder
- Alain Louis : Hun
- Arnaud Léonard : Stockman
- Maia Baran : Karai
- Jean-Marc Delhausse : Bishop
- Christophe Hespel : Chaplin
- Lionel Bourguet, Peppino Capotondi et Robert Dubois : rôles secondaires

## Autour de la série
- La série animée est la deuxième adaptation animée des Tortues Ninja sur le petit écran. À l'opposée de la première série animée, qui s'orientait vers l'humour et la comédie, cette seconde série est plus proche de l'univers de la bande dessinée, avec certains épisodes qui en sont des adaptations directes. Elle est par conséquent plus sombre et plus sérieuse, avec des personnages plus complexes, une intrigue plus élaborée et un ton un peu plus grave. Des morts ont occasionnellement lieu ou sont suggérées, et, si les effusions de sang ne sont toujours pas présentes, les combats sont d'une violence plus marquée et ont des conséquences à long terme. Néanmoins, la série reste accessible aux enfants grâce à une proportion d'humour toujours raisonnable.
- La saison 5, surnommée par les fans « The Lost Episodes », mais intitulée « Ninja tribunal », a été diffusée aux États-Unis après la saison 6[1].